# Dessonorização final
A dessonorização final é um fenômeno em que consoantes oclusivas que se mostram sonoras, seja na ortografia ou em outras formações morfológicas, tornam-se surdas no fim da palavra.

## Ocorrência
O fenômeno é observado de forma geral em catalão, dinamarquês, romanche, armeno, georgiano, occitano, turco, holandês e quase todas as línguas eslavas, com a exceção do ucraniano e de algumas variações do servo-croata.
É observado como uma característica de dialetos de menor prestígio no servo-croata, no árabe e no iídiche. Em alemão, pelo contrário, a ausência do fenômeno marca dialetos de menor prestígio. Dentre línguas mortas, pode-se mencionar o francês antigo, o anglo-saxão e o gótico.

### Línguas germânicas
Comum entre as línguas germânicas, o fenômeno parece ter tido origem na língua frâncica,  o que poderia inclusive ter influenciado a ocorrência do fenômeno em línguas galo-românicas. Alguns exemplos em alemão incluem:
| Nouns       | Nouns    | Nouns          | Verbs        | Verbs    | Verbs           |
| Singular    | Tradução | Plural         | Imperativo   | Tradução | Infinitivo      |
| ----------- | -------- | -------------- | ------------ | -------- | --------------- |
| Bad [baːt]  | banho    | Bäder [ˈbɛːdɐ] | red! [ʁeːt]  | fala!    | falar [ˈʁeːdn̩]  |
| Maus [maʊ̯s] | rato     | Mäuse [ˈmɔʏ̯zə] | lies! [liːs] | lê!      | lesen [ˈleːzn̩]  |
| Raub [ʁaʊ̯p] | roubo    | Raube [ˈʁaʊ̯bə] | reib! [ʁaɪ̯p] | esfrega! | reiben [ˈʁaɪ̯bn̩] |
| Zug [t͡suːk] | trem     | Züge [ˈt͡syːɡə] | sag! [zaːk]  | diz!     | sagen [ˈzaːɡn̩]  |